# Inteligência em corvos

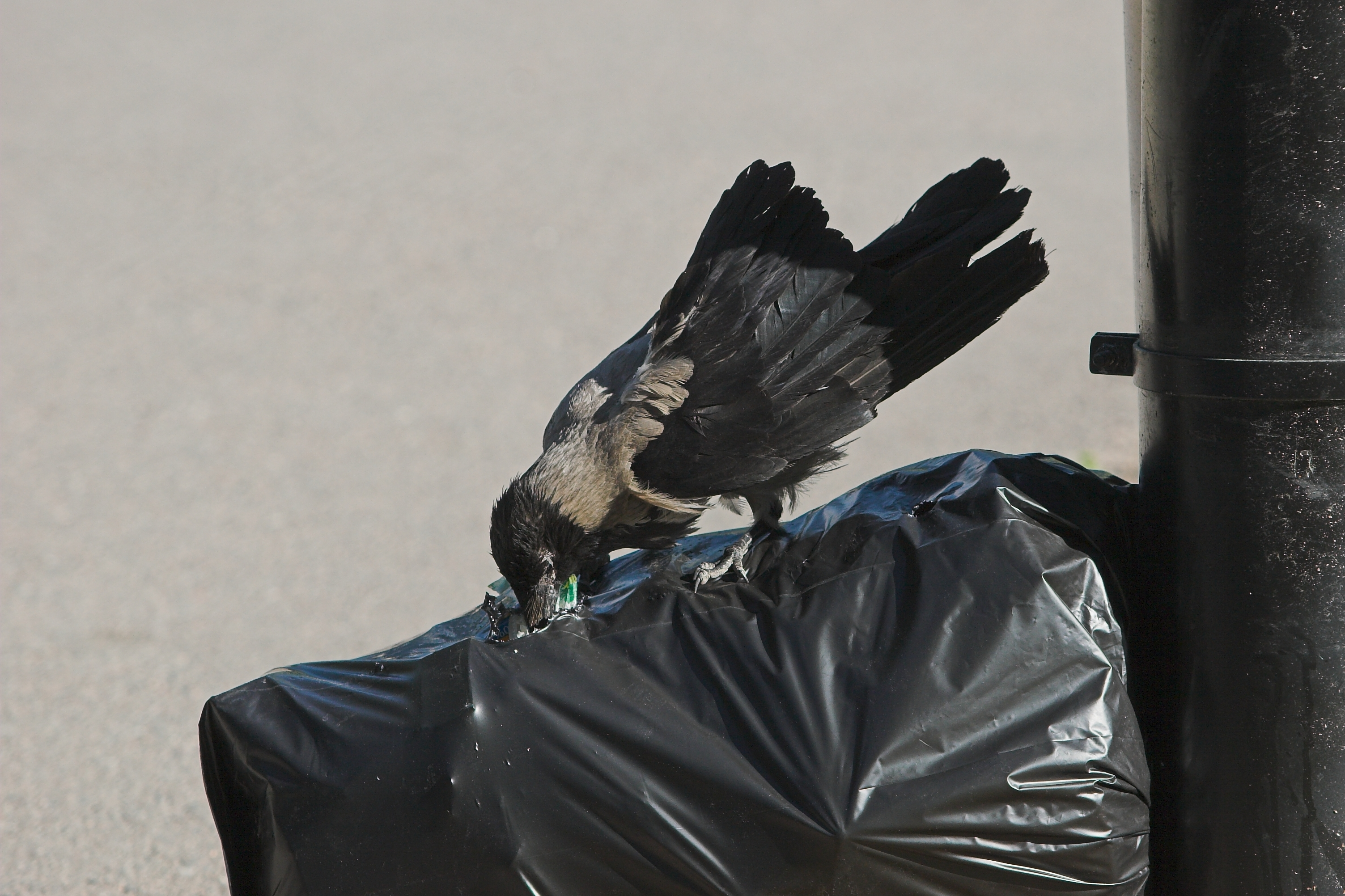
Um corvo procurando por comida em um saco de lixo, no EUA. Cientistas neozelandeses descobriram que corvos têm a capacidade de usar três ferramentas em sucessão para chegar até os alimentos.

Os estudos da inteligência em corvos têm demonstrado que tais animais são dotados de um aparato cognitivo capaz de lhes propiciar diversas ações que podem ser compreendidas como sinais de inteligência. Como exemplo disso, tem-se a descoberta de cientistas da Universidade de Auckland de que os corvos têm a capacidade de usar três ferramentas em sucessão para conseguir chegar até os alimentos. De acordo com uma pesquisa realizada por cientista da Universidade de Washington, em Seattle, os corvos seriam ainda capazes de identificar o rosto de uma pessoa que possa representar perigo, além de alertar os demais sobre a ameaça.